# Síndrome de Kallman
El Síndrome de Kallman, también conocido como Síndrome de Maestre-Kallman-Morsier, es una enfermedad hereditaria por herencia ligada al cromosoma X, por herencia autosómica recesiva, o de forma autosómica dominante, que repercute en la funcionalidad normal del hipotálamo, el cual no produce la hormona GnRH, que estimula la secreción de las hormonas hipofisarias (FSH y LH) estimuladoras de las hormonas sexuales (gonadotropinas).

## Descripción
El Síndrome Kallmann (o Maestre en honor a Aureliano Maestre de San Juan), es una enfermedad genética caracterizada por la asociación de una deficiencia de (hormona liberadora de gonadotropina) GnRH aislada, y anosmia (pérdida del sentido del olfato).

## Causas
El Síndrome de Kallmann está asociado a distintos genes, cada uno de los cuales se asocia con un síndrome distinto: ANOS1 (anteriormente KAL1, Síndrome de Kallmann 1, KS1), FGFR1 (KS2), PROKR2 (KS3), PROK2(KS4), CHD7 (KS5) y FGF8(KS6)
Dependiendo del síndrome tendrá un tipo de herencia u otra:
```
  -Ligada al 
cromosoma X
: KS1
  -Autosómica dominante: KS2, KS3, KS4, KS5 y KS6
  -Autosómica recesiva: KS3 y KS4
```

## Cuadro clínico
Se manifiesta de forma distinta según la etapa de desarrollo:
- Infancia: los niños presentan micropene y criptorquidia, ausencia de uno o de los dos testículos en la bolsa escrotal.
- Adolescencia: hay una maduración incompleta sexual y se observan evidencias clínicas de hipogonadismo.
- Edad adulta:
  - Hombres: volumen testicular pre-pubertal,  ausencia de caracteres sexuales secundarios, baja masa muscular y baja densidad ósea, disfunción eréctil, disminución de la libido e infertilidad .
  - Mujeres: desarrollo incompleto o ausente de las mamas y amenorrea prematura.

### En el aparato reproductor
- Fracaso para iniciar o completar la totalidad de la pubertad en hombres y mujeres.
- Ausencia de desarrollo testicular en los hombres, con tamaño menor de 3 cc.
- Amenorrea o falta de menstruación en las mujeres.
- Caracteres sexuales secundarios mal definidos, tanto en hombres como en mujeres.
- Infertilidad.

### Otros defectos asociados
- Hipogonadismo hipogonadotrópico (ausencia de las hormonas hipofisarias LH u "hormona luteinizante" y la FSH "hormona estimulante folicular")
- La falta total del sentido del olfato (anosmia) o una disfunción parcial del umbral olfativo (hiposmia). Esta es la característica definitoria del síndrome de Kallmann, no se ve en otros casos de Hipogonadismo Hipogonadotrópico. Aproximadamente el 50% de los casos ocurren HH con anosmia y puede ser denominado como el Síndrome de Kallmann.
- Paladar hendido u otros defectos craneofaciales.
- Agenesia renal unilateral o aplasia, ausencia o falta de funcionamiento de uno de los riñones.
- Criptorquidia, testículos no descendidos al nacer, se produce en el 30% de los casos.
- Micropene, se produce en menos del 5 a un 10% de los casos.
- Defectos de los nervios auditivos
- Sincinesia, movimiento involuntario de una parte del cuerpo cuando se realiza un movimiento voluntario con otra, en especial movimiento en espejo de las manos.
- Defectos dentales
- Normalmente, estatura normal, pero puede tener un incremento en la altura si el tratamiento se retrasa debido a la falta de testosterona o el estrógeno que causa el exceso de crecimiento de los huesos en los brazos y las piernas.

## Diagnóstico

### Diagnóstico molecular
Para los genes ANOS1, FGFR1, PROKR2, PROK2, CHD7 y FGF8 se realiza un análisis de secuencia para detectar pequeñas inserciones o deleciones intragénicas; cambios de sentido; antisentidos o mutaciones en sitios de splicing.
Además para los genes ANOS1 y FGFR1 se realizan análisis de deleción y duplicación mediante PCR cuantitativa, MLPA (multiplex ligation-dependet probe amplificaction) y microarrays cromosómicos. Para ANOS1 otra prueba diagnóstica que se suele utilizar es el FISH.

### Diagnóstico clínico
La deficiencia de GnRH aislada se detecta de distintas formas.
- Por un lado por la evidencia clínica de hipogonadismo que se traduce en la ausencia de caracteres secundarios, libido reducida, infertilidad, amenorrea y disfunción eréctil en hombres.

- Otro método es la detección de una maduración sexual incompleta mediante exámenes físicos siguiendo la Escala de Tanner.

- Niveles bajos o normales de hormona luteinizante (LH) y de hormona foliculoestimulante (FSH) en presencia de concentraciones bajas de esteroides sexuales también permiten el diagnóstico clínico.

- Otras formas de diagnóstico son: tamaño normal de la glándula pituitaria y el hipotálamo en una MRI, ausencia de otras causas de hipogonadismo hipogonadotrópico y ausencia de otras anormalidades hipotalámicas o de la pituitaria.

- En cuanto a la anosmia puede ser evaluada ya sea por historia clínica o por pruebas de olfato.

### Diagnóstico diferencial
Otras causas frecuentes de deficiencia de gonadotropinas son:
- Tumores de la hipófisis (craneofaringioma)
- Síndrome de la silla turca vacía
- Traumatismos Craneoencefálicos